# Holbergpriset
Ej att förväxla med Holbergmedaljen
Holbergpriset, formellt Holbergs internasjonale minnepris, är ett internationellt pris som delas ut av Norges regering till akademiker inom humaniora, beteendevetenskap, juridik och teologi. Priset inrättades 2003 av Stortinget i åminnelse av Ludvig Holberg som ett komplement till systerpriset Abelpriset i matematik.
Holbergpriset finansieras över statsbudgeten och hanteras av Universitetet i Bergen. Det delas ut i Bergen i juni varje år.
Priskommittén består av fem forskare inom prisets ämnesområden. Det uppgår till 4,5 miljoner norska kronor. 

## Pristagare
| År   | Pristagare          | Bild | Institution                                          | Nationalitet           | Motivering |
| ---- | ------------------- | ---- | ---------------------------------------------------- | ---------------------- | --- |
| 2004 | Julia Kristeva      |      | Université Paris-Diderot                             | Bulgarisk Fransk       | "för innovativ behandling av frågor beträffande korsvägen mellan språk, kultur och litteratur, som inspirerat interdisciplinär forskning inom humaniora och beteendevetenskap över hela världen och som också haft en betydande effekt på feministisk teori"                     |
| 2005 | Jürgen Habermas     |      | Johann Wolfgang Goethe-Universität Frankfurt am Main | Tysk                   | "för att ha utvecklat vägbrytande teorier om kommunikativt beteende och därigenom ha bibringat nya perspektiv på rättssystem och demokrati" |
| 2006 | Shmuel Eisenstadt   |      | Hebrew University of Jerusalem                       | Israelisk              | "för att ha utvecklat jämförande kunskap av exceptionell kvalitet och originalitet beträffande sociala förändringar och modernisering, samt beträffande samspel mellan kultur, trossystem och politiska institutioner "                                                          |
| 2007 | Ronald Dworkin      |      | New York University University College London        | Amerikansk             | "för att ha utvecklat en originell och högst inflytelserik rättsteori som bygger på etiska principer. Han arbete kännetecknas av en unik förmåga att binda samman abstrakta filosofiska idéer och argument med konkreta vardagliga aspekter inom rättssystem, moral och politik" |
| 2008 | Fredric Jameson     |      | Duke University                                      | Amerikansk             | "för enastående bidrag till förståelsen av sambandet mellan sociala formationer och kulturella former i ett projekt som han själv benämner "de sociala formernas poesi"" |
| 2009 | Ian Hacking         |      | University of Toronto                                | Kanadensisk            | "för hans kombination av rigorös filosofisk och historisk analys, vilken på djupet har förändrat vår förståelse av hur grundläggande koncept uppstår genom vetenskapligt arbete och i specifika sociala och institutionella sammanhang"                                          |
| 2010 | Natalie Zemon Davis |      | University of Toronto Princeton University           | Kanadensisk Amerikansk | "för att vara en av dagens mest kreativa historiker, en intellektuell person som inte är infångad i någon särskild tankeriktning eller politisk åskådning" |
| 2011 | Jürgen Kocka        |      | Freie Universität Berlin                             | Tysk                   | "för att få till stånd ett paradigmbyte inom tysk historievetenskap genom att öppna upp denna mot närliggande beteendevetenskaper och att få fram betydelsen av jämförande angreppssätt som omspänner olika länder"                                                              |
| 2012 | Manuel Castells     |      | University of Southern California                    | Spansk                 | för att forma "vår förståelse av den politiska dynamiken i stadsbaserade och globala ekonomier i nätverkssamhället" |
| 2013 | Bruno Latour        |      | Sciences Po                                          | Fransk                 | för att ha "genomfört en ambitiös analys och omtolkning av modernism, och [ha] utmanat grundläggande koncept som distinktionen mellan modern och förmodern, natur och samhälle samt mänsklig och icke-mänsklig"                                                                  |
| 2014 | Michael Cook        | –    | Princeton University                                 | Brittisk               | för "... återskapade områden som omspänner osmanska studier, det tidiga islamiska politiska systemets karaktär, Wahhabism samt islamisk lagstiftning, etik och teologi" |
| 2015 | Marina Warner       | –    | Birkbeck, University of London                       | Brittisk               | för "... sin analys av historier och myter och av hur de återspeglar sin tid och sin plats. Hon är känd för sin betoning av gender och feminism i sitt litterära värv." |
| 2016 | Stephen Greenblatt  |      | Harvard University                                   | Amerikansk             | för "... en av de viktigaste Shakespearelärda i sin generation" |
| 2017 | Onora O'Neill       |      | University of Cambridge                              | Brittisk               | för "... hennes inflytelserika position inom etisk och politisk filosofi" |